# (1619) Ueta
(1619) Ueta ist ein Asteroid des Hauptgürtels, der am 11. Oktober 1953 vom japanischen Astronomen Tetsuyasu Mitani in Kwasan entdeckt wurde. 
Der Name des Asteroiden erinnert an den japanischen Astronomen Jo Ueta (上田穣).